# The Coat Hanger
«The Coat Hanger» es el noveno episodio de la segunda temporada de la serie de televisión antólogica American Horror Story, se estrenó el 12 de diciembre de 2012 por el canal estadounidense de cable FX. Fue escrito por Jennifer Salt, y dirigido por Jeremy Podeswa.
En este episodio, Lana (Sarah Paulson) y Kit (Evan Peters) consiguen que el Dr. Thredson (Zachary Quinto) confiese que es Bloody Face. El Dr. Arden (James Cromwell) convence a Kit de morir temporalmente y obligar a los extraterrestres a regresar; La hermana Jude (Jessica Lange) es expulsada oficialmente de su cargo y admitida como paciente, lo que hace que el Monseñor Howard (Joseph Fiennes) lleve a un supuestamente rehabilitado Leigh (Ian McShane) a ser bautizado con resultados desastrosos; y un asesino moderno (Dylan McDermott) busca terapia.

## Trama

### 2012
Johnny Morgan visita a la Dr. Gardener, una hipnoterapeuta, con la esperanza de frenar su comportamiento compulsivo. Él le cuenta que pasó su infancia matando y despellejando gatos y que sabía que esa conducta es la que suelen tener los niños que, de adultos, se convierten en psicópatas y asesinos en serie. A medida que crece la incomodidad de la doctora, él declara que desea perfeccionar su técnica para desollar a las mujeres y confiesa que su primer intento con Teresa (la esposa de Leo) no tuvo éxito. Él le explica a la doctora que es el hijo del Dr. Oliver Thredon, el Bloody Face original, y que no es tan bueno como su padre para desollar mujeres. Más tarde, la próxima paciente llega para encontrar a la doctora muerta y a Johnny con el rostro ensangrentado.

### 1964
Lana Winters es acompañada a la oficina de la Hermana Mary Eunice, donde le dicen que está embarazada. Lana le dice que se equivocó respecto al Dr. Thredson y que debe haber inventado todo lo que dijo sobre él debido a la conmoción cerebral que tuvo. Mientras la Hermana Jude yace drogada y restringida en una celda, se lleva a cabo un juicio interno sobre su cordura. El Monseñor Howard y la Madre Superiora hablan sinceramente de ella y afirman que está cuerda, pero la Hermana Mary Eunice, el Dr. Arden y Leigh Emerson dan falso testimonio y la acusan del asesinato de Frank McCann. Durante la audiencia, Leigh impresiona al Monseñor Howard con su aparente cambio.
Cuando Jude despierta, el Monseñor le informa que ha sido declarada culpable del asesinato de Frank, que pasará el resto de su vida como paciente de Briarcliff despojada de su puesto en la iglesia y que ahora es simplemente Jude Martin otra vez. El Monseñor encuentra a la Hermana Mary Eunice empacando las pertenencias de Jude. Ella revela su conocimiento de las aspiraciones de él respecto al título de Papa y declara su deseo de seguirlo al Vaticano en Roma.
Jude es atormentada por dos antiguas monjas subordinadas hasta que el Monseñor Howard interviene junto con Leigh. Leigh le dice a la ex Hermana que la perdona por intentar matarlo.
Lana visita a Kit en la enfermería y declara nuevamenete su deseo de matar al Dr. Thredson. Él le recuerda su necesidad de obtener la confesión de Thredson y limpiar su nombre. Lana va a hablar con Thredson y le cuenta de su embarazo y su intención de abortar, metiéndose la punta de una percha en su vagina para matar al bebé. Él le ruega que no lo haga y promete cambiar. Ella logra que hable de los asesinatos de Donna Burton, Alison Rydell y de su amada Wendy Peyser mientras Kit, estando escondido, graba su confesión. Después de que le revela a Thredson que lo engañaron para que confiese, Lana le dice que ya se hizo el aborto la noche anterior.
Mientras Kit oculta la grabación en la sala de hidroterapia, el Dr. Arden lo descubre y le pide que vaya a su oficina. Allí admite que cree en la historia de extraterrestres de Kit. Le muestra a Kit un molde de una huella de tres dedos que encontró mientras investigaba la desaparición de Grace en los túneles subterráneos y declara su sospecha de que los extraterrestres están secuestrando a las mujeres que Kit ha embarazado. Le dice a Kit que, como él es valioso para ellos, planea llevarlo al borde de la muerte con la esperanza de que los extraterrestres aparezcan e interfieran para evitar su muerte. Dispuesto a hacer cualquier cosa para volver a ver a Alma, Kit acepta.
El guardia Carl frustra el intento de Lana de robar un cuchillo de la cocina para matar a Thredson. Ella se resigna a matarlo con la misma percha que usó para su bebé y se dirige al armario habitación donde tiene a Thredson. Ella descubre que él ha escapado y mientras lo busca, encuentra a la Hermana Mary Eunice, quien coloca su mano sobre el vientre de Lana y revela que su hijo, un niño, todavía vive. Mientras Lana fuma en la sala común, Jude entra y se sienta con ella. Habiendo aceptado su renovada condición de paciente, toma uno de los cigarrillos de Lana, rompiendo su abstinencia. Jude se disculpa con Lana por sus crímenes pasados contra ella y promete sacarla, pero Lana no le cree. En un gesto destinado a demostrar su convicción de cambio, Jude rompe el disco de vinilo de la canción "Dominique", ante esto, Lana murmura "Maldición".
En su laboratorio, el Dr. Arden inyecta cloruro de potasio en el corazón de Kit, y promete revivirlo dentro de los 2 a 4 minutos después de su "muerte". El corazón de Kit comienza a desacelerar hasta detenerse por completo a los pocos segundos, lo cual es acompañado de las luces brillantes y sonidos ensordecedores que anuncian la llegada de los extraterrestres. Arden sigue una luz brillante hasta una habitación donde una Pepper muy lúcida cuida a una Grace desnuda, viva y embarazada. Pepper le dice al Dr. Arden que el bebé ha llegado a término y que Grace necesitará una habitación. Mientras tanto, las luces y los sonidos aún rodean el cuerpo inerte de Kit mientras Arden olvida revivirlo.
El Monseñor Howard bautiza a Leigh en la capilla. Él le agradece al Monseñor antes de hundir violentamente la cabeza de éste debajo del agua. Un conserje luego descubre al Monseñor apenas vivo y crucificado en la cruz de la capilla. El Ángel de la Muerte Shachath llega para ofrecerle a Howard el beso de la muerte.

## Producción
«The Coat Hanger» fue escrito por la coproductora ejecutivo Jennifer Salt y dirigido por Jeremy Podeswa.
En una entrevista dada en noviembre de 2012 con Entertainment Weekly, la estrella invitada Dylan McDermott habló sobre ser parte de la segunda temporada de American Horror Story, "Me encantó hacer el programa. Es como estar en casa para mí. Creo que hablamos de eso al principio de la temporada. Él (Ryan Murphy) me llamó durante el verano y estábamos tratando de descubrir cuál era el mejor plan y en qué capacidad. No estaba seguro de mí mismo y obviamente él es el maestro y el genio que se da cuenta de esta mierda. Así que el día que se estrenó el programa me llamó y me lo explicó porque no había leído ninguno de los guiones. Explicó para mí lo que iba a ser mi personaje y me dije: '¿Estás bromeando? ¡Me encanta esto! ¡Me encanta esto! ¡Está más allá!' ¡Para interpretar al Bloody Face moderno y tener toda la historia de un tipo que fue desechado, abortado y aún vivió! Fue como, ¿me estás tomando el pelo? Era música para mis oídos, tal vez para nadie más. ¿Pero para mí? No podía creerlo. Está tan retorcido, oscuro y jodido. Es por eso que estoy en el programa porque me encantan las cosas así."
El creador de la serie, Ryan Murphy, también comentó sobre la escena de terapia de McDermott: "Tan pronto como escribimos esta escena, dije: '¿No podría Dylan interpretar este papel? ¿Se parece lo suficiente a Zachary (Quinto) y a Sarah (Paulson)?' Y todos mostramos fotos en la habitación del escritor. Escribimos una escena y se la ofrecí para que fuera un accidente feliz. Y entonces Brooke Smith simplemente audicionó (para el papel de la terapeuta) y fue un accidente feliz. Creo que sí se unieron en un extraño tributo a muchas cosas, pero todo fue por accidente".

## Recepción
«The Coat Hanger» fue visto por 2.22 millones de espectadores y recibió una calificación de adultos 18-49 de 1.3, una leve disminución respecto a los dos episodios anteriores.
Rotten Tomatoes informa un índice de aprobación del 100%, basado en 16 reseñas. El consenso crítico dice: "«The Coat Hanger» cuenta con temas controvertidos, sustos efectivos, una justificación bien interpretada de lo ilógico y actuaciones notables en todas partes". Matt Fowler de IGN aseguró que «The Coat Hanger» estaba "un poco ocupado; enfocándose en todos los personajes y la mayoría de las historias", pero agregó: "También aceleró un poco la historia y nos dio a todos un poco de carne dura para masticar durante el descanso". Emily VanDerWerff de The A.V. Club declaró: "Es un poco deprimente que a esta altura del programa, un episodio ... esté en funcionamiento, pero ese es el punto al que hemos llegado con American Horror Story, y no estoy segura de tenerlo de otra manera."